# جيمس سميث (رياضي)
جيمس سميث (بالإنجليزية: James Smith)‏ (و. 1909 – 1982 م) هو رياضي أمريكي، ولد في نيويورك، شارك في الألعاب الأولمبية الصيفية 1948، توفي في سان دييغو، عن عمر يناهز 73 عاماً.

## التعليم
تعلم في جامعة هارفارد
.

## روابط خارجية
- جيمس سميث على موقع مونزينجر (الألمانية)
- جيمس سميث على موقع الاتحاد الدولي للملاحة الشراعية (موقع جديد) (الإنجليزية)
- جيمس سميث على موقع الاتحاد الدولي للملاحة الشراعية (موقع قديم) (الإنجليزية)
- جيمس سميث على موقع اللجنة الأولمبية الدولية (الإنجليزية)
- جيمس سميث على موقع أوليمبيديا (الإنجليزية)